# Bloomsbury Market
Bloomsbury Market – angielski country-dance skomponowany w 1703 roku. Wesołe rytmy tego tańca opiewają bogactwo i dostatek handlowej dzielnicy Londynu, Bloomsbury. 